# Dominique Stoppa-Lyonnet
Pour les articles homonymes, voir Stoppa et Lyonnet.
Dominique Stoppa-Lyonnet, née le 22 juin 1956 à Paris, est une médecin généticienne et femme politique française.
Elle est professeure de génétique à l’université Paris-Descartes et dirige le service de génétique de l’Institut Curie. Suppléante depuis 2012 de François Fillon, député de la deuxième circonscription de Paris, elle est élue du 5e arrondissement de Paris et conseillère de Paris de 2014 à 2020, et conseillère de la métropole du Grand Paris de 2016 à 2020.

## Biographie

### Carrière médicale et scientifique
Dominique Stoppa-Lyonnet a fait ses études secondaires au lycée Hélène-Boucher à Paris. Elle a fait ses études médicales à la faculté Saint-Antoine (dépendant de l'université Pierre-et-Marie-Curie). Elle a été reçue au concours de l’internat des hôpitaux de Paris en 1982 et s’est orientée vers l'hématologie et l’oncologie. Interrompant son internat, elle a réalisé à l'Institut Pasteur une thèse de sciences portant sur l’angio-œdème héréditaire qu'elle a soutenue en 1990 à l'université Pierre-et-Marie-Curie. Elle a obtenu l’habilitation à diriger des recherches en juin 2002 et est professeur de génétique à la Faculté de médecine de l'université Paris Descartes depuis 2007.
À l’issue de son cursus scientifique en génétique, elle a choisi la spécialité médicale de génétique. Elle est responsable du service de Génétique de l’Ensemble Hospitalier de l’Institut Curie depuis 2000 ; elle y est rattachée pour sa recherche à l’Unité INSERM U830. L’essentiel de ses travaux a porté sur les prédispositions génétiques aux cancers et en particulier aux cancers du sein et de l’ovaire. Elle a contribué à la localisation et l’identification des gènes BRCA1 et BRCA2 dans le cadre du Breast Cancer Linkage Consortium. Créatrice et animatrice de la section « laboratoires » du Groupe Génétique et Cancer (Unicancer), elle a contribué à la caractérisation moléculaire de ces gènes.[réf. souhaitée]
Elle a dénoncé le monopole de Myriad Genetics et de l’Université de l’Utah sur la réalisation des tests de prédisposition aux cancers du sein et a mené, avec l’Institut Curie, l’Institut Gustave Roussy et l’Assistance Publique des Hôpitaux de Paris, l’opposition aux brevets BRCA1 qui a conduit à leur révocation en 2004.
Elle a été membre du Comité consultatif national d'éthique de 2005 à 2013, du Comité Médical et Scientifique de l’Agence de la Biomédecine (ABM) de 2005 à 2015, et est membre du Comité Oncogénétique de l’Institut National du Cancer (INCa) depuis 2005. À la demande de l’INCa et de l’ABM, elle a coordonné en 2007 un rapport sur la place du diagnostic prénatal et du diagnostic préimplantatoire dans les formes héréditaires de cancers.

### Carrière politique
Dominique Stoppa-Lyonnet s’est engagée auprès de François Fillon en mai 2012 lors des élections législatives. Elle est suppléante pour son mandat de député de la deuxième circonscription de Paris,. Elle est l’une de ses porte-paroles dans sa candidature à la primaire de la droite et du centre. Elle a contribué à son programme sur les sujets ayant trait à la santé.
En mars 2014, elle a été élue conseillère du 5e arrondissement de Paris sur la liste conduite par Florence Berthout. Elle y est chargée de la Santé, des solidarités et des professionnels de santé. Elle est conseillère de Paris et, depuis 2016, conseillère de la métropole du Grand Paris. Elle participe à la commission « aménagement numérique, innovation, nouvelles technologies, recherche et développement ».
Elle est la suppléante de Nathalie Kosciusko-Morizet dans la deuxième circonscription de Paris lors des élections législatives de 2017. Elle est battue au second tour.

### Vie personnelle
Elle est l'épouse de Stanislas Lyonnet,.

## Ouvrages
- Dir. avec Jean Feunteun et Christine Verellen-Dumoulin, Génétique et Cancer, Paris, groupe AJOM, coll. « Les Éditions de l'École européenne d'oncologie-Expression française », 1998, 108 p. (BNF 37034846).
- Avec Catherine Noguès et Agnès Chompret, « La consultation d'oncogénétique », dans Émile Daraï, Jacques Lansac et Dominique Luton (dir.), Mises à jour en gynécologie médicale, Paris, Collège national des gynécologues et obstétriciens français, 2007 (ISBN 978-2-71148207-8, BNF 41214285, SUDOC 17817520X), p. 43-56.